# Kościół Wniebowzięcia Najświętszej Maryi Panny w Howth
Kościół Wniebowzięcia Najświętszej Maryi Panny w Howth – rzymskokatolicki kościół parafialny zlokalizowany w irlandzkim Howth (część Dublina). Należy do archidiecezji dublińskiej.

## Historia i architektura

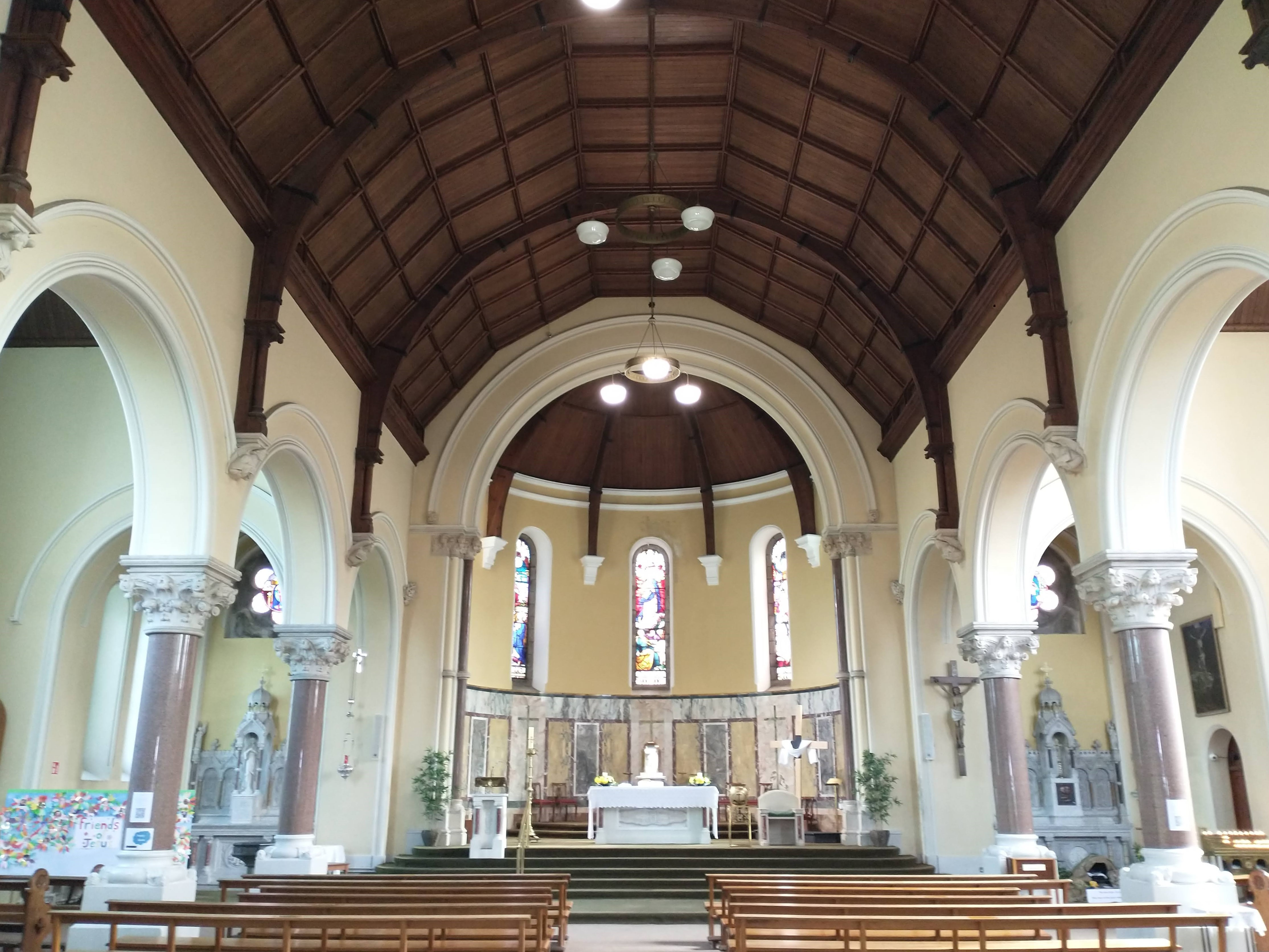
Wnętrze

Kościół został wzniesiony w 1899 w stylu neoromańskim, co przejawia się w zastosowaniu typowych dla tego stylu form: gargulców, granitowych kolumn i sklepień nawiązujących do romanizmu. Autorem projektu był William H. Byrne, a budowniczym William Lacy. 
Obiekt ma dwie nawy i transept, a także ganki, zakrystię i dzwonnicę. W całości obłożony jest ciętym kamieniem. Cechą charakterystyczną dzwonnicy są cztery rzygacze, które odprowadzają deszczówkę z dala od ścian.
Ściany wewnętrzne są otynkowane. Drewniane sklepienie kolebkowe jest podtrzymywane przez kamienne wsporniki z wyobrażeniami aniołów i sentencjami tworzącymi łącznie werset z Psalmu 91:11 („swoim aniołom dał rozkaz o tobie, aby cię strzegli na wszystkich twych drogach”). Wsporniki nad chórem są poświęcone Archaniołom Michałowi i Rafałowi. Cztery polerowane kolumny granitowe ze wspornikami korynckimi podtrzymują dach nad transeptem. Apsyda mieści trzy witraże o tematyce maryjnej.
Na ołtarzu głównym wytłoczony jest monogram IHS oraz symbol Ichthys na drzwiach tabernakulum. Lewy ołtarz boczny poświęcony jest Najświętszej Marii Pannie, a prawy Najświętszemu Sercu Jezusa. Stacje Drogi Krzyżowej wykonane zostały przez przedsiębiorstwo Franz Mayer & Co z Monachium. Zostały odrestaurowane w 2006. 
Wokół kościoła stoi kilka posągów (Dziewica Maryja jako dziecko nauczana przez swoją matkę, św. Annę, św. Antoni z Dzieciątkiem Jezus, św. Teresa z Lisieux i kapliczka przedstawiająca Dziewicę Maryję objawiającą się św. Bernadecie Soubirous).
Na chórze znajdują się organy z trzynastoma piszczałkami i klawiaturą ręczną.
Obok kościoła znajduje się kwiatowy Ogród Maryi.